# Krombia pulchella
Krombia pulchella là một loài bướm đêm trong họ Crambidae.